# Max von Schillings
Max von Schillings (Düren, Rin del Nord-Westfàlia, 19 d'abril de 1868 - Berlín, 24 de juliol de 1933) fou un director d'orquestra, compositor i director de teatre alemany. Fou el director titular a l'Òpera Estatal de Berlín des de 1919 a 1925. Va ser una personalitat important en la història de l'òpera i la música en general, tant en la seva vessant de compositor, com també com a director d'orquestra, programador i director d'importants centres operístics d'Alemanya al tombant dels segles XIX i XX.
Juntament amb el seu gran amic Richard Strauss, Engelbert Humperdinck i Pfitzner, representaven la continuïtat de l'escola wagneriana, mentre que un altre corrent encapçalada per Schreker, Wellesz o Arnold Schönberg, tractarien amb més radicalitat l'evolució del teatre musical alemany, ja que veien en la música de Strauss o Schillings clares mostres de decadència creativa massa lligada al passat.
Va rebre la seva formació musical a Bonn de la mà de Caspar Joseph Brambach i Otto von Königslow. També va estudiar filosofia, història de l'art i dret a Múnic. L'any 1903 va obtenir una càtedra del Ministeri de l'Interior i el 1911 va ser nomenat Doctor Honoris Causa per la Universitat de Heilderberg. Va rebre títols i condecoracions que li van permetre finalment adoptar el «von», que no li venia d'herència familiar, de mans de l'últim rei de Württemberg Guillem II.
L'any 1890 va ser nomenat assistent al Bayreuther Festspiele. Del 1908 al 1918 va ser l'intendent de Königlichen Hoftheater de Stuttgart i després va marxar a Berlín on va entrar a l'Escola Superior.
L'òpera de Schillings Mona Lisa (1915) va ser internacionalment reconeguda i s'interpretà fins i tot a la Metropolitan Opera. El compositor es casà amb Barbara Kemp, la soprano que cantava el principal paper de l'òpera. Abans de Mona Lisa, Schillings ja havia escrit tres òperes: Ingwelde (1894), Der Pfeifertag (1899) i Der Moloch (1906).
De 1919 fins al 1925 va ser nomenat director de la Staastsoper de Berlín. Per aquesta darrera tasca va rebre mostres d'adhesió, però també fortes crítiques per part de qui hi veia una gestió molt personalitzada i centrada en els seus interessos personals. El fet que la seva segona esposa, Barbara Kemp, rebés un tracte de favor, va aixecar mota polseguera.
Va ser nomenat president de l'Acadèmia de les Arts Prussianes l'any 1932. El mateix any és nomenat president de l'Associació dels musics alemanys i de la Confederació de compositors. Durant la seva presidència varen ser expulsats tots els jueus i totes les persones amb pensaments progressistes i pertanyents a les idees representades per la República de Weimar. Schillings va ser un destacat antisemita.
Aquest va ser el principal motiu pel qual acabada la Segona Guerra Mundial l'obra de von Schillings desaparegués dels escenaris. Finalment i fins a la seva mort, ocorreguda a Berlín el 24 de juliol de 1933, va ser nomenat director artístic de la Staastsoper de Berlín, on ja havia demostrat des de feia forces anys la seva vàlua com a director d'orquestra.